# Big Woody Island

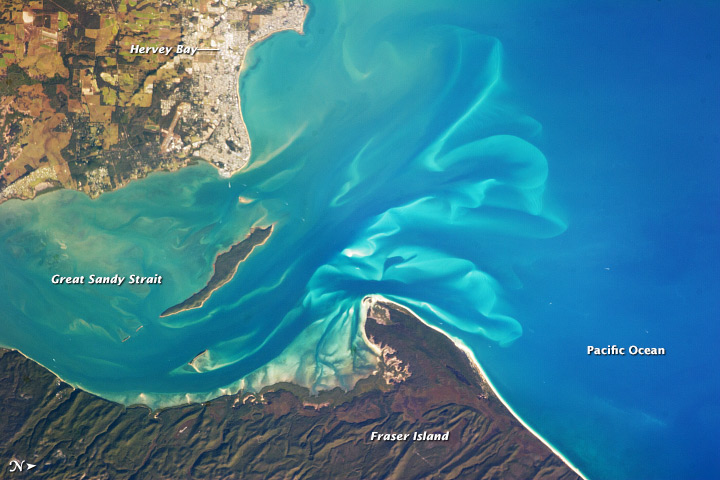
Big Woody Island liegt in der Great Sandy Strait

Die Insel Big Woody Island oder nur Woody Island genannt, in der Sprache der Aborigines der Butchulla Tooliewah, und Little Woody Island oder Walangoora liegt in der Great Sandy Strait, einer Meerenge zwischen Hervey Bay und K’gari in Queensland, Australien. Big Woody Island bildet zusammen mit nahe gelegenen kleineren Inseln die Parish Dayman des County of Fraser (die übrigen sechs Parishes des County of Fraser liegen überwiegend auf K’gari, während Dayman keinen Anteil an K’gari hat).

## Geographie
Big Woody Island befindet sich etwa fünf Kilometer östlich von Urangan, einem östlichen Ortsteil der auf dem australischen Festland gelegenen Stadt Hervey Bay. Die Insel hat eine Fläche von 660 Hektar. Die Insel ist lang und schmal, sie erstreckt sich in nordwest-südöstlicher Richtung. Bei einer Länge von 8,8 km ist sie maximal 1400 und durchschnittlich 750 Meter breit. Die Insel ist dicht bewaldet. Der längs durch die Insel verlaufende zentrale Bergrücken erreicht eine Höhe von 80 Metern. Die Hänge zur Westküste sind nicht steil, die zur Ostküste dagegen sehr, mit Felsformationen. Beide Inseln sind unbewohnt und können nur mit privaten Booten erreicht werden. Sie liegen im Great-Sandy-Nationalpark und haben Felsen-Küstenlandschaften, die von Mangroven gesäumt sind. Auf den bewaldeten Inseln leben zahlreiche Vogelarten.

## Big Woody Island
Auf Big Woody Island befinden sich zwei Leuchttürme, die im Jahr 1866 gebaut und 1867 in Betrieb genommen wurden. Die hölzernen Leuchttürme, Middle Bluff Lighthouse und North Bluff Lighthouse, die zu den ältesten Gebäuden Queenslands zählen, und die dazugehörigen Gebäude sind in die Denkmalschutzliste von Queensland eingetragen. Die Leuchttürme werden als wichtiges historisches Zeugnis der Loslösung Queenslands von New South Wales als eigenständiger Bundesstaat betrachtet. Neben den Leuchttürmen finden sich die Ruinen des Leuchtturmwärterhauses, Grabsteine, Telegrafenanlagen und eine Fischtreppe, die die lokalen Aborigines schufen. Anlässlich des 2017 bevorstehenden 150. Jubiläums der Inbetriebnahme der Leuchttürme hat die Regierung von Queensland eine Restaurierung des gesamten baulichen Ensembles in Auftrag gegeben.
1200 bzw. 2100 Meter südlich von Big Woody Island liegen die zwei kleinen Inseln Picnic Island und Duck Island.
Auf der südöstlichen Inselseite befindet sich der Jeffries Beach mit einem Campingplatz. Dieser Campingplatz hat keinerlei bauliche Einrichtungen. Touristen müssen sich selbst versorgen.

## Little Woody Island
Little Woody Island (Walangoora) liegt 2700 Meter südöstlich von Big Woody Island. Etwa zwei Kilometer weiter östlich der kleinen Insel befindet sich das zum UNESCO-Welterbe zählende K’gari. Im Süden der kleinen Insel liegt ein felsiges Riff und im Norden Sandbänke. Die Vogelarten dieser Insel gelten als überaus schützenswert, da diese sie als Rastplatz oder zur Nahrungsaufnahme aufsuchen. Deshalb ist das Campen auf dieser Insel nicht erlaubt. Das Angeln ist allerdings nicht verboten.